# Warwick Selvey
Warwick Perrins Selvey (ur. 3 grudnia 1939 w Beecroft, zm. 16 sierpnia 2018 w Sakon Nakhon) – australijski lekkoatleta, specjalista rzutu dyskiem i pchnięcia kulą, dwukrotny olimpijczyk, mistrz igrzysk Imperium Brytyjskiego i Wspólnoty Brytyjskiej.

## Kariera sportowa
Zajął 15. miejsce w pchnięciu kulą i 21. miejsce w rzucie dyskiem na igrzyskach olimpijskich w 1960 w Rzymie.
Zdobył złoty medal w rzucie dyskiem (wyprzedzając Mike’a Lindsaya ze Szkocji i Johna Sheldricka z Anglii) oraz zajął 4. miejsce w pchnięciu kulą na igrzyskach Imperium Brytyjskiego i Wspólnoty Brytyjskiej w 1962 w Perth. Na igrzyskach olimpijskich w 1964 w Tokio odpadł w kwalifikacjach rzutu dyskiem.
Warwick Selvey był jedenaście razy mistrzem Australii w rzucie dyskiem w latach 1959/1960, od 1961/1962 do 1966/1967 oraz od 1969/1970 do 1972/1973, a także siedmiokrotnie w pchnięciu kulą w latach  od 1959/1960 do 1963/1964, 1965/1966 i 1966/1967. Był również wicemistrzem swego kraju w rzucie dyskiem w 1958/1959 i 1968/1969 oraz w pchnięciu kulą w 1958/1959, 1964/1965 i 1968/1969, a także brązowym medalistą w rzucie dyskiem w 1957/1958 i 1967/1968.     
Dziesięciokrotnie poprawiał rekord Australii w rzucie dyskiem do wyniku 58,90 m, uzyskanego 25 lutego 1957 w Adelaide. Cztery razy ustanawiał rekord swego kraju w pchnięciu kulą do wyniku 17,34 m, osiągniętego 22 kwietnia 1962 w Melbourne. Były to najlepsze wyniki w jego karierze.

## Późniejsze życie
Po zakończeniu kariery zawodniczej praktykował jako chiropraktyk, osteopata i specjalista akupunktury. Później zamieszkał w Tajlandii, gdzie zmarł w następstwie nagłego zatrzymania krążenia po operacji wymiany stawu biodrowego.